# Панасівка (місцевість)
Панасівка́  — історична місцевість (мікрорайон) Харкова (Залопань), що розташована на захід від Центру міста.

## Етимологія
Назва місцевості очевидна — від скороченої форми чоловічого ім'я Опанас, яким в свою чергу називалась слобода, поглинута Харковом.

## Історія
Слобода Панасівка поступово була «захоплена» у склад розростаючого міста. Вона розміщувалась в низині, й навесні, при відлизі чи під час сильних дощів її затоплювало «гірською водою» з Лисої Гори. Повені відбувались часто: лише у 1853 році з 8 лютого по 7 березня Панасівку затоплювало шість разів. Місцевість осушували, проте ефекту досягли лише після масштабних дренажних робіт, пов'язаних з будівництвом у 1869 році Курсько-Харківської залізниці. Велика Панасівська утворилась з назви шляху, яким діставались Панасівської слободи.
1885 року Велику Панасівську з'єднали з Лисою Горою, збудувавши залізний Кузинський міст. До кінця сторіччя почалась планова забудова вулиці, й 1910 року її замостили. Північно-східніше знаходилась Цуриківська левада та річка Лопань, та їх «пробили», побудувавши Новоіванівський міст на вул. Клочківську, лише в 1985-му.
Перші будинки тодішньої Великої Панасівської починались на розі Дмитрівської та Чоботарської. На своєму шляху вулиця перетинається багатьма провулками, й більшість з них зберегли дореволюційні назви. Архітектура тут відповідна: житлові новобудови, автоцентри, «рущівки» й пошарпані одно-двох-поверхівки початку XX століття, — зазвичай без можливості визначити дати будівництва й імена проектувальників.
Красномовне ім'я першого провулка — Борзий. У міських планах 1881, 1896 і 1903 рр. він позначений як місце розміщення «нічліжного будинку» на кордоні з Пискунівською левадою. Наступне місце перетину Великої Панасівської — провулок Лосівський. Ним з Благовіщенського ринку звертають трамваї, що прямують на Вокзальна. Трамваї Великою Панасівською пустили порівняно пізньо — у грудні 1909 року.
Ще два провулки — Різниківський та Клочківський — по'єднують вулицю з річкою Лопань на Іванівській набережній. На розі Великої Панасівської і Різниківського провулку — в так званому «будинку Єзерського» — з 26 травня 1894 року — працювала друга в Харкові читальня від «Товариства грамотності», причому лише в перший рік її відвідали майже 4 тисячі людей.
А сам Різниківський провулок спеціялізувася на іншій пристрасті харків'ян: до революції на самому його початку розміщувався пиво-медоварений завод Ігнатищева (зараз — Велика Панасівська, 67).

## Географія

### Річки та озера
Місцевістю протікає річка Лопань.

## Інфраструктура
- Житловий комплекс «Південний» (вул. Велика Панасівська, 76)
- Житловий комплекс «Карамель» (пров. Різниківський, 6)

## Транспорт
Місцевість має залізничне, трамвайне та автобусне сполучення з іншими місцевостями міста. Метро тут відсутнє, але воно є в сусідніх місцевостях міста. Найближчі станції «Центральний ринок» і «Південний вокзал».

### Трамвай
Завдяки трамвайному сполученню, Панасівка має сполучення з Іванівкою, Благовіщенським базаром, такою місцевістю як Нагірний район і Клочківка, а також з станцією метро Південний вокзал та залізничним вокзалом Харків-Пасажирський.
Через мікрорайон проходить маршрути трамваїв
- № 1 «Вокзальна → Іванівка»
- № 7
- № 12 «Вокзальна → Благовіщенський базар → Держпром → Лісопарк»
- № 20 «Вокзальна → Благовіщенський базар → Олексіївка»

### Автобус
Через місцевість курсують автобуси таких маршрутів:
№ 40е «ст. м. Центральний ринок  → просп. Машинобудівників → вул. Чоботарська → вул. Велика Панасівська → Данилівський шляхопровід → вул. Довгалівська → Завод керамічних труб»
№ 61е «ст. м. „Центральний ринок“  → просп. Машинобудівників → вул. Чоботарська → вул. Велика Панасівська → Кузинський шляхопровід → вул. Кузінська → вул. Курилівська → вул. Ткаченківська  → вул. Новий Побут»
№ 97е
№ 250е
№ 270е
№ 277е
№ 282е
№ 302е
№ 303е «ст. м. Наукова → Панасівка → ст.м. Вокзальна → зал. ст. Нова Баварія → Проспект Дзюби»

### Залізниця
Через місцевість проходить частина залізничного шляху Харків-Пасажирський — Харків-Сортувальний.

### Мости
- Новоіванівський міст (також відомий як Новий міст). Перетинає річку Лопань. Пов'язує Клочківський узвіз і Велику Панасівську вулицю. По мосту окрім автодороги проходить і трамвайна лінія. Побудований в 1985 р.
- Іванівський міст (пішохідний) 49°59'58"N 36°12'44"E. Пов'язує Клочківський провулок з Іванівською вулицею. Побудований в 1929 р. Реконструкція проводилася в 1953 р. і 1990 р.
- Кузинський міст (автомобільний шляхопровід). Проходить над залізничною колією на відтинку шляху Харків-Пасажирський — Харків-Сортувальний і поєднує Панасівку з місцевостями Гиївка та Лиса гора по вул. Озерянська.

## Економіка

### Промисловість
- ВАТ «Харківський електроапаратний завод» (вул. Велика Панасівська, 106)
- Харківський завод хімічнопобутових виробів (вул. Копиловська, 31)
  - Завод «Полімерконтейнер»
- Харківське щіткове обладнання
- ТОВ «ЛОТ»
- Ремонтний цех «Полюс»
- ВАТ «Харківський вагонобудівний завод» (вул. Велика Панасівська, 89)
- Харківський державний комбінат хлібопродуктів № 2, ДП ДАК «Хліб України» (вул. Чоботарська, 80)
- ВАТ «Харківський завод Гідропривід» (вул. Мала Панасівська, 1)
- ВАТ «Харківський дослідний завод технологічного оснащення» (вул. Велика Панасівська, 29)
- АТ «Промкомплект»
- «Солді-Харків». Кріплення та інструмент (вул. Велика Панасівська, 19)
- Металобаза
- Сервісна станція «Uz-Daewoo». Сервіс для авто «Матіз», «Gentra», «IVECO» та «Нексія» (Кузинський двір, 8а)
- Недобудований, закинутий елеватор

### Торгівля
Окрім декількох кіосків та маленьких продуктових крамничок, тут ще є такі об'єкти:
- Бізнес-центр (вул. Велика Панасівська, 27):
  - Дилерський центр Fiat «Авторина»
  - Ford
  - Land Rover
  - Peugeot
  - Volvo
- Крамниця будматеріалів «Стройпартнер» (вул. Велика Панасівська, 67а)

## Освіта та наука
- Загальноосвітня середня школа № 136. Російська мова викладання (вул. Велика Панасівська, 39)
- Палац культури залізничника (вул. Велика Панасівська, 83а)
  - Дитяча музична школа № 3[недоступне посилання з липня 2019] ім. Марка Кармінського (в процесі зміни місця реєстрації[1])

## Спорт
- Школа айкідо
- Спортивний комплекс «Локомотив»
  - Палац спорту «Локомотив» ім. Кирпи (вул. Велика Панасівська, 90)
  - Палац спорту «Локомотив» (старий корпус)
  - Басейн «Локомотив»
  - ХМВК «Локомотив» Харків — чоловічий волейбольний клуб
  - «Локомотив» — футзальний клуб
- Палац фізичної культури «Авангард» (вул. Чоботарська, 36). Знесений. Архітектор Яновицький. На початку XX століття тут знаходився розважальний сад «Шато де флер»

## Медичні заклади
- Дорожня клінічна лікарня ст. Харків Південної залізниці (вул. Мала Панасівська, 35)
- Дитяча клінічна лікарня № 19 (вул. Велика Панасівська, 19)
- Шкірно-венерологічний диспансер Харківського району (вул. Велика Панасівська, 24)

## Культура
- Центральний будинок науки і техніки Харківської залізниці

### Музика, театр і кіно
- Палац культури залізничника (вул. Велика Панасівська, 83а)
  - Фольклорні ансамблі «Весниця», «Родзиночка» тощо.
  - Ансамбль індійського танцю «Сітара»
  - Естрадно-циркова студія «Чудо»
  - Дитяча кіностудія

### Музеї
- Палац культури залізничника (вул. Велика Панасівська, 83а)
  - Музей південної залізниці

### Образотворче мистецтво
- Палац культури залізничника (вул. Велика Панасівська, 83а)
  - Художня студія «Палітра»

### Готелі
- Готель «Kharkiv Kohl Hotel» (вул. Копиловська, 27)

### Кухня
- Кав'ярня «Колхіда»(вул. Мала Панасівська 4/7)

## Пам'ятки
- Пам'ятник працівникам «Харківського електроапаратного заводу», що загинули під час Другої світової війни
- На вул. Велика Панасівська 81, біля входу в палац Залізничника у 1985 році був встановлений бюст Івана Федоровича Котлова, більшовицького революціонера на честь якого була тоді названа ця вулиця. Створили бюст — скульптор Б. П. Корольков та архітектор М. Д. Колл. Згідно з законом про декомунізацію України, цей бюст було знесено невідомими у ніч на 18 травня 2015 року (неофіційно)[2], а вулиця була перейменована на свою історичну назву — Велика Панасівська[3](рос.).